# 常清滝
常清滝（じょうせいだき）は、広島県三次市作木町下作木にある滝。高さ126m。江の川の支流、作木川のさらに支流にかかる滝である。
滝は1960年（昭和35年）8月25日に広島県の名勝に指定されている。また、滝周辺は1975年（昭和50年）3月14日に広島県の自然環境保全地域に指定されている。1990年（平成2年）4月には広島県で唯一日本の滝百選にも選ばれている。

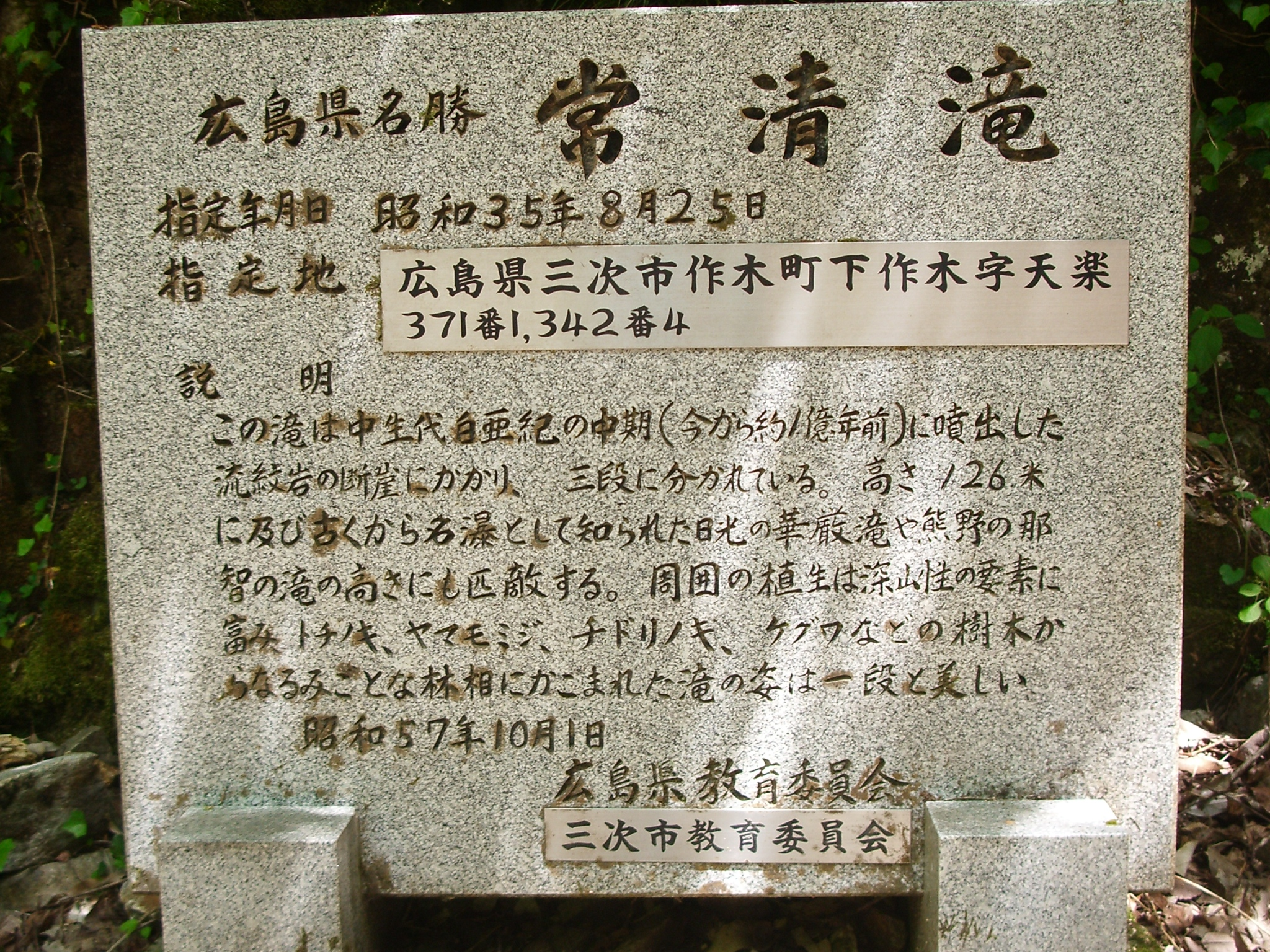
広島県名勝指定の標示板

## 概要
- 中生代白亜紀中期に噴出したとされる流紋岩の断崖にかかり、落差は126mにもなる。
- 瀑水は三段に分かれ、上が荒波の滝（36m）、中を白糸の滝（69m）、下は玉水の滝（21m）と名付けられている。
- 上流部の流域面積が少なく、水量が豊富とはいえないため、これだけの落差がありながら滝壷がほとんどない。しかし逆に、降雨時には増水が激しく迫力がある。
- 駐車場より遊歩道が敷かれ、沢すじを約500m、10分ほど歩く。「蛇に注意」の看板有り。
- 滝見台が設置されている。
- 芸藩通史（江戸時代の広島藩が編纂した地誌）に「常青瀑」の記述がある。

## 周辺の施設
- 駐車場（乗用車がメイン、大型バスの駐車スペースは数台分）
- 公衆トイレ（水洗）
- 三次市役所作木支所
- 常清滝キャンプ場
- 権現神社
- 滝見家旅館：常清滝より約1kmほど江の川よりにある、古式ゆかしき旅館。宿より滝の上部の「荒波」が望める。

## 交通アクセス
- JR三次駅→備北交通バス都賀橋行き、または伊賀和志行きで40分、「作木役場前」停留所下車、徒歩20分
- 中国自動車道三次ICから国道54号、県道62号を作木方面へ車で25km、三次市役所作木支所の南側に駐車場あり。